# 세 대성당
세 대성당은 인도 구 고아에 있는 가톨릭 교회 성당이다. 고아와 다만 주교의 주교좌 성당이며, 동인도 총 대주교의 주교좌가 유지된다.

## 역사
세 대성당은 아폰수 드 알부케르크가 이끄는 포르투갈이 무슬림 군대에 승리한 것을 기념하여 건축되었다. 승리에 대한 결과로 1510년부터 포르투갈은 고아를 점령하게 되었다. 승리를 거둔 날이 세인트 캐서린의 기념일 이었기 때문에 이 성당은 세인트 캐서린에 헌신했다.
1562년 세바스티앙 1세 통치 아래 교회 건축이 시작되어, 1619년 건설이 완료되었으며, 1640년에 봉헌되었다.
세 대성당은 2개의 탑을 가지고 있지만, 그 중 하나는 1776년에 붕괴하고 재건되어 있지 않다.
1953년 교황 비오 12세부터 성당에 황금 장미가 수여되었다. 황금 장미는 금으로 만든 장식품이며, 전통적으로 가톨릭 교회의 교황들이 축복하고 존경과 사랑의 증거로 수여하는 것이다. 이 황금 장미는 성 프란치스코 하비에르의 무덤에 안치되어 있다.

## 건축 양식
세일 성당의 건축 양식은 포르투갈의 마누엘 양식이다. 외관은 토스카나 식인데 반해 내부는 코린트 식으로 건축되었다. 교회의 크기는 길이 250 피트 (76 m), 폭 181 피트 (55m) 정면에서의 높이가 115 피트 (35m)이다.

## 성당 내부
세 대성당의 탑에는 '골든 벨'로 알려진 큰 종이 놓여 있다. 주요 부분을 이루는 제단은 알렉산드리아의 카타리나에게 바쳐진 것으로, 양쪽에 일부 오래된 그림이 존재한다. 오른쪽에는 기적의 십자가의 예배당이 있고, 1919년에는 그리스도가 출현한 것으로 알려져있다. 또한 금으로 장식된 큰 레레도스는 제단을 크게 능가한다.
또한 세 대성당은 세례반이 안치된 세례실이 1532년에 만들어졌다.

## 갤러리

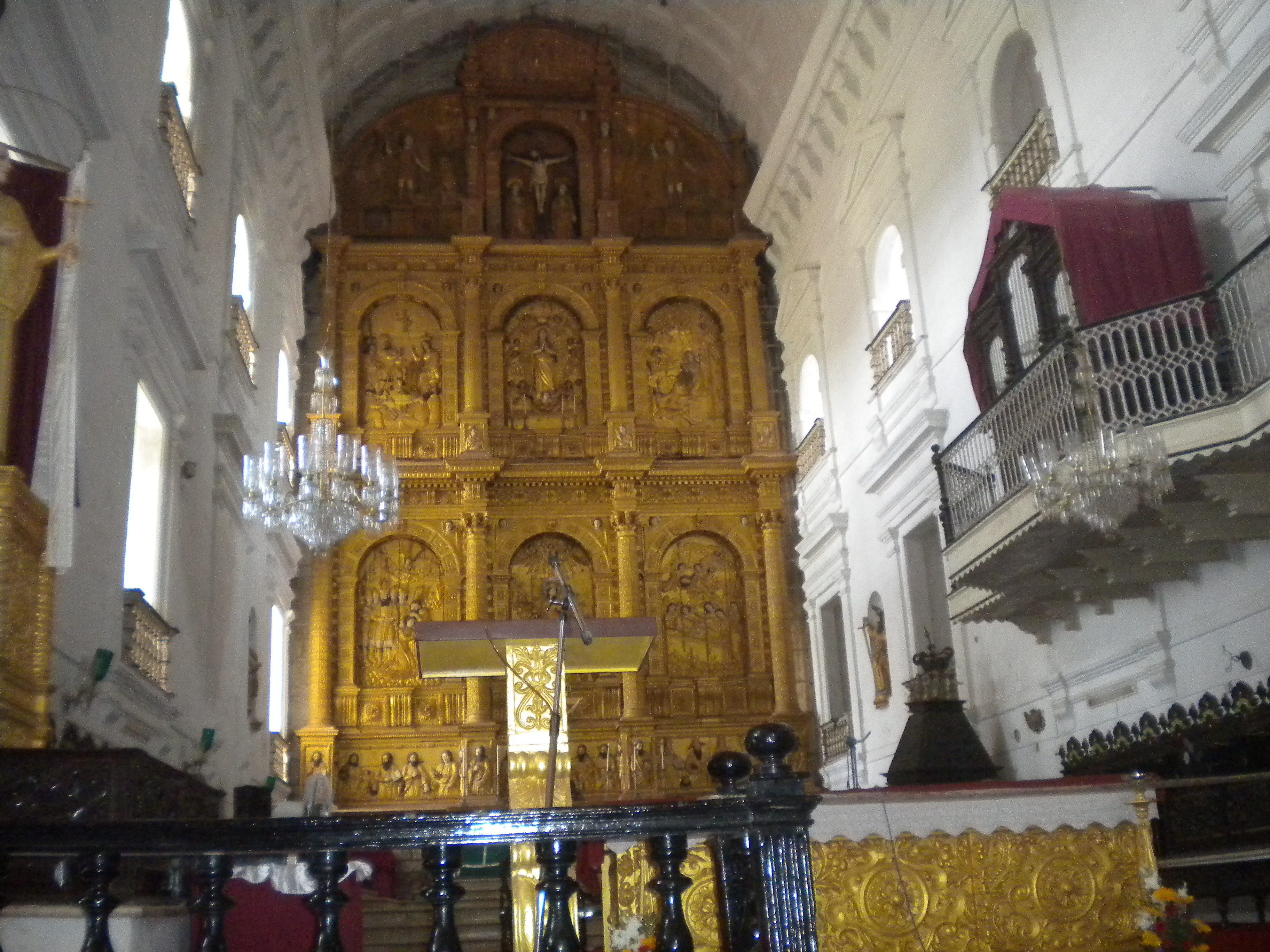
제단
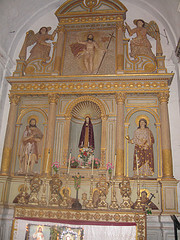
제단 세부
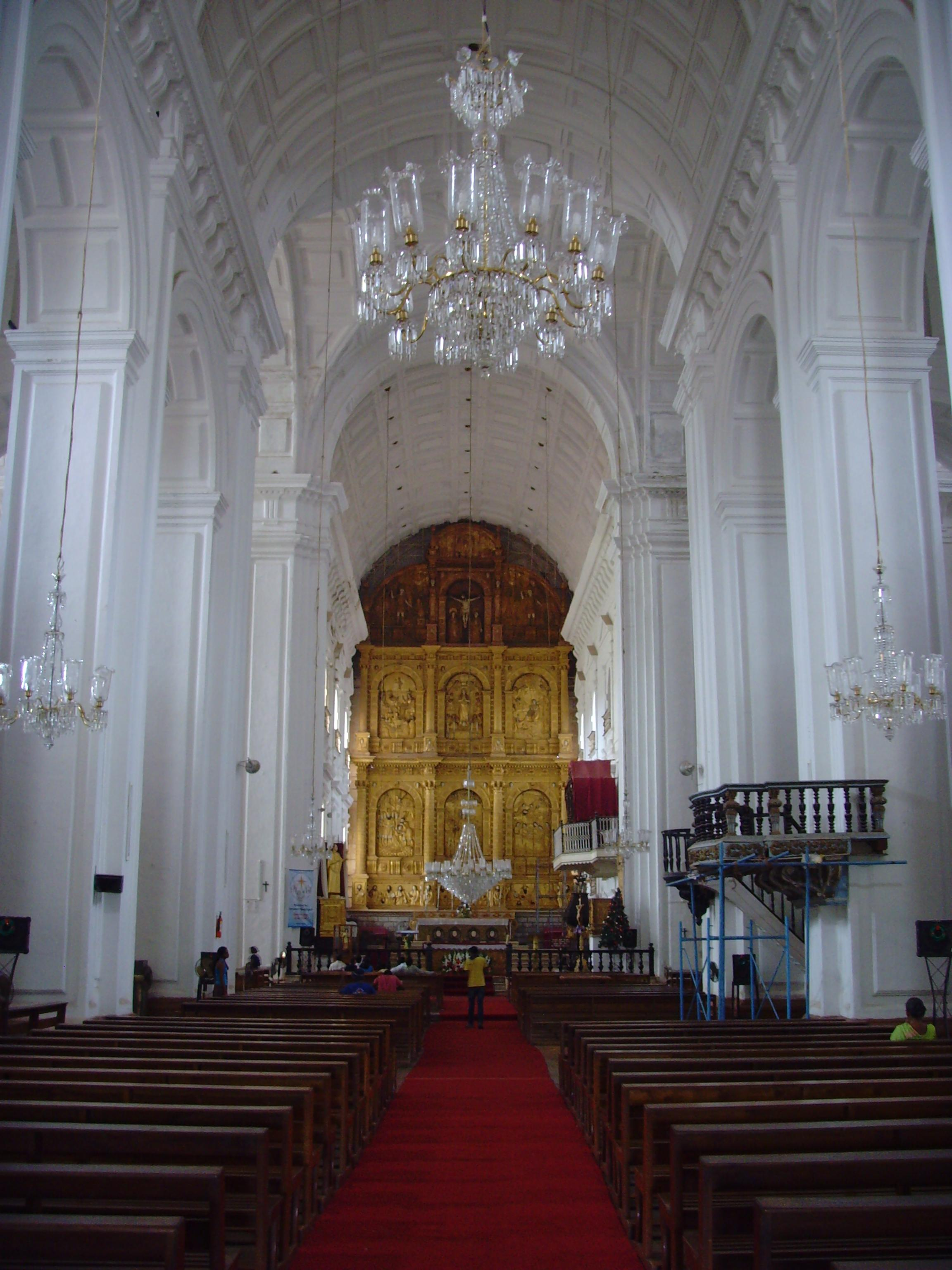
성당 내부 (레레도스 방향)
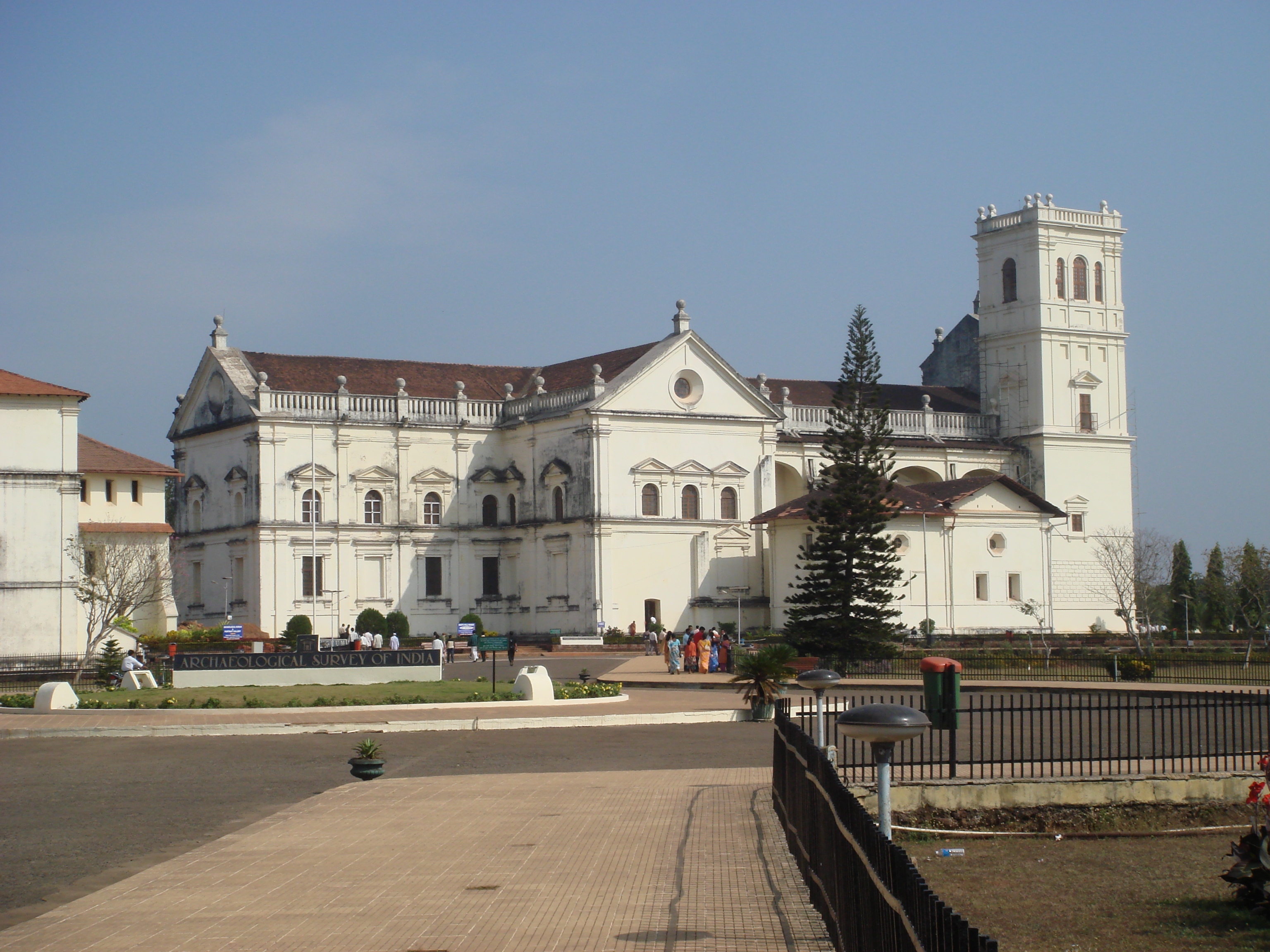
측면에서 본 성당
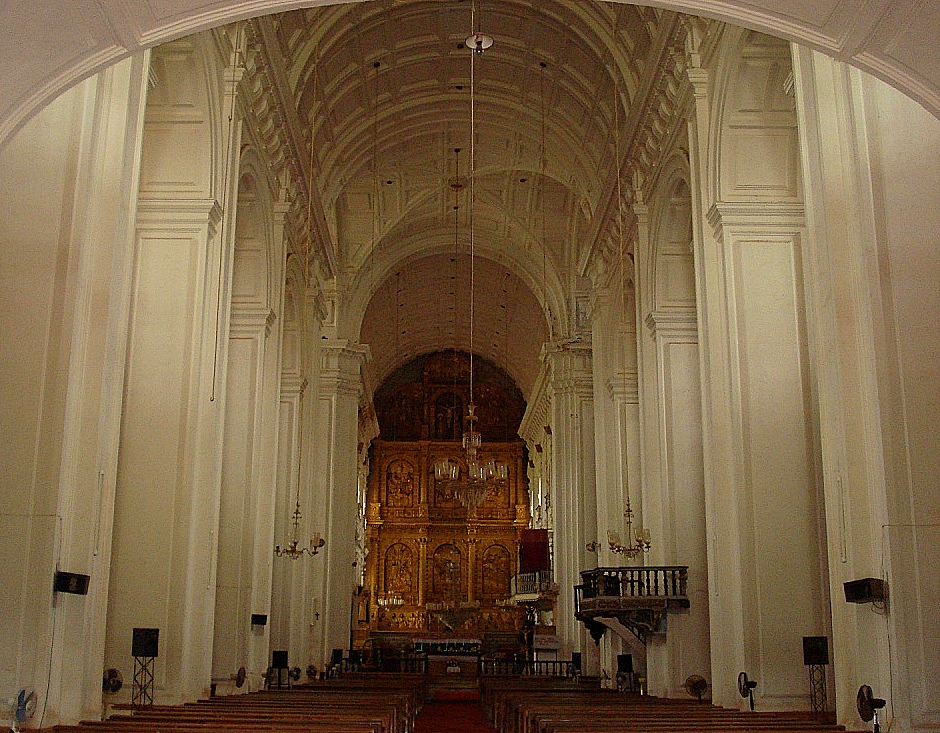
성당 내부

## 참고 문헌
- Issar, Tribhuvan Prakash (1997). 《Goa Dourada : the Indo-Portuguese bouquet》. Bangalore: Issar. ISBN 978-81-900719-0-1.
- Pereira, José (2001). 《Churches of Goa》. Delhi: Oxford University Press. ISBN 978-0-19-565559-9.
- Pereira, José (1995). 《Baroque Goa : the architecture of Portuguese India》. New Delhi: Books & Books. ISBN 978-81-85016-43-6.
- Pereira, José (2000). 《Baroque India : the neo-roman religious architecture of South Asia : a global stylistic survey》. New Delhi: Aryan Books Internat. ISBN 978-81-7305-161-6.